# La spiaggia a Trouville
La spiaggia a Trouville è un dipinto di Claude Monet. Eseguito nel 1870, è conservato nella National Gallery di Londra.

## Descrizione
Si tratta di una composizione piuttosto atipica, con le figure ritratte da distanza ravvicinata, e questo potrebbe indicare che il dipinto nacque come bozzetto per una composizione più ampia. La donna sulla sinistra potrebbe essere Camille, la moglie del pittore, mentre l'altra sembra essere la moglie del pittore Eugène Boudin, le cui scene in spiaggia ebbero certamente influenza sull'opera di Monet.
Cromaticamente, il dipinto è caratterizzato da un forte contrasto fra le vesti bianche in piena luce e i volti in ombra. Alcuni granelli di sabbia presenti nello strato d'olio sulla tela testimoniano che l'opera venne effettivamente realizzata en plein air.

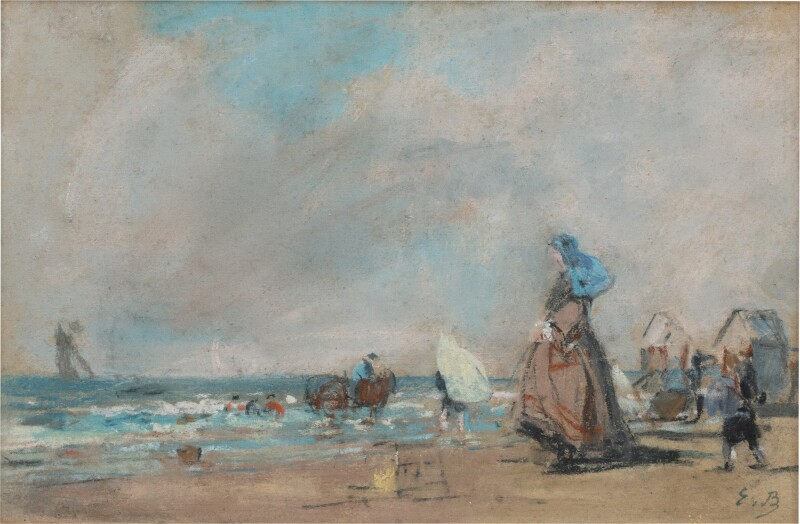
Eugène Louis Boudin, Sur la plage de Trouville, pastello su carta, 1863 circa

Riguardo alla National Gallery, in merito alle acquisizioni 1953 - 1962, possiamo notare che a La spiaggia a Trouville di Monet il museo affiancò, tramite acquisizioni, due dipinti riguardanti La plage a Trouville di Louis - Eugene Bodin, i quali, oltre che per meriti intrinseci, si legge nel catalogo, hanno un interesse aggiuntivo in quanto un tempo appartenevano a Claude Monet, di cui Bodin all'inizio della carriera fu un vero e proprio spirito guida.